# Postavljanje agende
Postavljanje agende (engl. agenda setting) pretpostavlja da mediji utvrđuju koje će se teme u nekom određenom vremenu smatrati posebno važnima. Teoriju agende (određivanju i strukturiranju teme putem masovnih medija) najprije su ispitivali Maxwell E. McCombs i Donald L. Shaw.

## Masovni mediji
Masovnim medijima pripisuje se sposobnost da određuju o čemu će ljudi razmišljati. Gledalište promjene stava, koje je u kontekstu ranijeg istraživanja učinka imalo središnji značaj, ne igra nikakvu ulogu. Formalna obilježja prezentacije problema putem medija, prema pretpostavci toga pristupa određuju relativnu uočljivost pojedinih tema. Pretpostavlja se, dakle, da značaj koji se pojedinim temama pripisuje u masovnim medijima utječe na njihov značaj u javnosti. Nadalje, pretpostavlja se da se na teme koje su se iskristalizirale u medijima obraća pažnju proporcionalno njihovoj uočljivosti. Tako bi mediji imali moć da pomoću odgovarajućih redakcijiskih sredstava određuju ponašanje publike glede odabira. Masovnim medijima se, doduše, ne pripisuje sposobnost da vrše utjecaj na to što će ljudi misliti, ali mediji u velikoj mjeri određuju o čemu će ljudi razmišljati.

## Elementi agende
Maxwell E. McCombs i Sheldon Gilbert pokušali su razraditi elemente teorije agende. 
Ovamo spadaju : 
1. kvantiteta izvješćivanja
2. redakcijsko strukturiranje,odnosno za pojedini medij specifično oblikovanje, kao npr. naslov, slika, prijelom, a za televiziju statična slika, grafika, film.
3. mjera konflikta sadržanog u nekoj vijesti
4. učinci u protjecanju vremena, koji se razlikuju, recimo, kod novina i televizije. Tako je npr. Prema Geraldu C. Stoneu i Maxwellu E. McCombsu, za Time i Newsweek vrijeme od 4 mjeseca optimalno razdoblje za formiranje neke teme.